# 8 Shenton Way
8 Shenton Way (kin. 八珊顿道) poznat i kao Axa Tower je poslovna zgrada smještena u azijskom gradu-državi Singapuru. Neboder u modernističkom stilu je građen od 1982. do 1986. godine. S visinom od 234,7 metara, 8 Shenton Way je deseta najviša zgrada u zemlji dok je zbog svojeg cilindričnog oblika najviša zgrada u obliku valjka na svijetu.
Kada je izgrađena, koristila se kao zgrada singapurskog ministarstva financija dok je ondje svoj ured imao i današnji singapurski premijer Lee Hsien Loong. To je bio razlog zbog čega je zgrada tada nosila naziv The Treasury. Kada se ministarstvo financija preselilo odande, ime zgrade je promijenjeno u Temasek Tower. Američka oglašavačka tvrtka BBDO u Singapuru ima svoju poslovnicu za azijsko tržište dok su joj poslovni prostori smješteni upravo u 8 Shenton Wayju.
Zgrada je bila u vlasništvu CapitaLanda te je u travnju 2007. prodana građevinskoj tvrtci MGP Raffle Pte Ltd. za 1,039 milijardi singapurskih dolara. Tada joj je po drugi puta promijenjeno ime i to u 8 Shenton Way dok se koristi i alternativni naziv AXA Tower.

## Gradnja
8 Shenton Way je građen od 1982. do 1986. godine a glavni izvođač radova bio je MGP Raffle Pte Ltd. koji je ujedno i njegov vlasnik. Za dizajn zgrade bili su zaduženi arhitektonski uredi The Stubbins Associates, Architects 61 i Architects Team 3. Neboder ima 52 kata te su u njega ugrađena 22 dizala američkog proizvođača Otisa.

## Galerija slika
- Pogled s podnožja 8 Shenton Wayja.
- 8 Shenton Way snimljen s Capital Towera.